# Parque nacional de Khao Nan
El Parque nacional de Khao Nan (en tailandés: อุทยานแห่งชาติเขานัน) es el nombre que recibe un espacio natural protegido con el estatus de parque nacional localizado al sur del país asiático de Tailandia.
El parque esta en un territorio distribuido entre el distrito de Sichon, el distrito de Noppitam y el distrito de Tha Sala en Provincia de Nakhon Si Thammarat. Tiene una topografía de alta montaña, que se extiende a lo largo del complejo norte-sur como parte de la cordillera de Nakhon Si Thammarat. El bosque que allí se encuentra es una selva tropical fértil. Es una importante línea divisoria en la provincia de Nakhon Si Thammarat. Y se compone de plantas importantes y valiosas de esa nación, con muchas características naturales hermosas como la cascada Sunanta (cascada Khao Nan), la cascada Krung Nang, la cascada Khlong Phian, la cascada Tham Krung Nang, la cascada Khao Nai, etc., con un área de aproximadamente 272,500 rai o 408 kilómetros cuadrados.

## Topografía
Hay picos importantes, como la montaña Nan Yai, la montaña Nanmei, la montaña de hierro, la montaña del viento, la montaña Khao Loem, etc., con el pico más alto, la montaña Nan Yai, aproximadamente a 1.438 metros sobre el nivel del mar y que es la tercera más alta de la cordillera de Nakhon Si Thammarat.
El bosque en el área generalmente es del tipo lluvioso fértil con ecosistemas de bosque nuboso. El cual está cubierto de niebla sobre la zona del bosque con musgo, helechos, orquídeas y epífitas en los árboles. También es una importante cuenca hidrográfica, que contiene plantas importantes en el país. Es un hábitat para muchos tipos de vida silvestre. Y rico en muchos minerales como el estaño o la barita.

## Clima
El clima es mayormente lluvioso durante todo el año. La temporada de lluvias comienza en mayo. Y hay más lluvias de octubre a diciembre. Suele llover en enero también. Luego llega el verano de febrero a abril. La mayor parte del área es una selva tropical, lo que provoca una alta humedad. Y lluvias intensas y continuas que hacen que el clima de la zona sea bastante húmedo durante todo el año.